# Ett jävla solsken: En biografi om Ester Blenda Nordström
Ett jävla solsken: En biografi om Ester Blenda Nordström är en fackbok av Fatima Bremmer utgiven 2017. Boken är en biografi om journalisten och författaren Ester Blenda Nordström. Bremmer tilldelades Augustpriset 2017 i den facklitterära kategorin för boken.